# Olivério Mário de Oliveira Pinto
Olivério Mário de Oliveira Pinto (Jaú, 11 de março de 1896 – Piracicaba, 13 de junho de 1981) foi um médico e zoólogo brasileiro considerado o pai da ornitologia no Brasil. Foi casado com Alice Alves de Camargo por 57 anos e teve filhos.
A obra mais marcante de Olivério Pinto são os dois volumes do "Catálogo das Aves do Brasil", que dizem respeito à classificação e distribuição de aves no Brasil. Nelas são discutidas em detalhes, e com maior clareza, as variações geográficas e aspectos zoogeográficos que separavam as espécies de sub espécies da avifauna. Foi o primeiro autor a publicar um trabalho cujos dados tinham organização diferente à forma convencional da literatura na época.
Seu cargo mais importante foi o de diretor do Departamento de Zoologia da Secretaria da Agricultura de São Paulo, nome antigo da Seção de Zoologia do Museu Paulista e oficializado em 1939 (hoje Museu de Zoologia da USP, e que deu margem à sua atribuição mais conhecida de pai da ornitologia - área da zoologia.

## Biografia
Olivério Pinto nasceu em 1896 na cidade de Jaú, no interior do estado de São Paulo, Brasil. Era filho de Estevam de Oliveira Pinto e Eudóxia Costa de Oliveira Pinto.[carece de fontes?]
Em 1905, período em que ainda era criança, mudou-se para Salvador com a sua família. Durante seus estudos fundamentais na escola, já mostrava um grande interesse pela zoologia, mas devido à falta de um ensino superior em ciências naturais na cidade, acabou estudando medicina na Faculdade de Medicina da Bahia - a primeira escola de medicina a ser fundada no Brasil. Formou-se em 1921, aos 25 anos de idade.
No mesmo ano, Olivério retornou para São Paulo e se estabeleceu em Araraquara, onde passou a trabalhar como médico, fundando e dirigindo o primeiro laboratório de análises clínicas da região. Ele também lecionou Ciências Naturais na Escola de Odontologia e Farmácia na cidade. E em 1924, casou-se com a sua esposa Alice Alves de Camargo.
De volta para a capital paulista, Olivério dedicou-se mais exclusivamente à pesquisa zoológica. Foi nomeado assistente da área de zoologia, na subseção de vertebrados do Museu Paulista da USP - Universidade de São Paulo. Em 1929, subiu para o cargo de chefe da Divisão de Aves da mesma instituição. Em 1931 começou um estudo sobre os sciurídeos (esquilos) brasileiros, mas também publicou outros trabalhos sobre mamíferos, mais especificamente, primatas. No mesmo ano, descreveu um caso de albinismo de uma perdiz - ave galiforme - Rhynchotus, iniciando uma grande força tarefa para a ornitologia brasileira.
Ainda em São Paulo, ele também chegou a produzir desenhos técnicos para o zoólogo Afrânio do Amaral - que na época era diretor do Instituto Butantan. Percebendo o talento e o conhecimento de Pinto, Amaral o designou para o cargo de pesquisador em zoologia - a qual manteve sua familiaridade para a área de ornitologia.[carece de fontes?] Em 1938, publicou sua obra que ficou mais conhecida: o Catálogo das Aves do Brasil. Em 1939, tornou-se diretor superintendente do Departamento de Zoologia da Secretaria de Agricultura de São Paulo - originado a partir da separação do Museu Paulista da USP. Foi o criador e o primeiro editor das publicações científicas "Arquivos de Zoologia" e "Papéis Avulsos", que ainda hoje representam a produção daquela Instituição.
Aposentou-se 17 anos depois, em 1956, mas continuou suas pesquisas da área, contribuindo para o acervo do Museu Paulista da USP.[carece de fontes?]
Em dezembro de 1978, após anos de busca frustrada em campo, uma equipe de pesquisa orientada por Helmut Sick, encontrou a espécie Arara-Azul Anodorhychus leari Bonaparte no nordeste do estado da Bahia, graças às indicações de Olivério que, em artigo de 1950, sugeriu que essas aves ocorressem na região de Juazeiro, Bahia. Considerando a importância dessas aves tanto para cientistas quanto para ornitólogo, o achado foi tomado como uma grande conquista na história da ornitologia mundial.  A A.leari, como era conhecida, representou por mais de cem anos um dos maiores enigmas da ornitologia sul-americana. Antes, ela era conhecida apenas por representantes de procedência incerta - definidos simplesmente como oriundos do Brasil - que chegavam aos zoológicos e coleções particulares através do comércio de aves vivas. Na mesma proporção em que houve uma grande satisfação por essa descoberta, houve também a preocupação com a precária situação populacional da ave. Contudo, o fato de que parte da ocorrência da A.leari encontrava-se dentro da Estação Ecológica do Raso da Catarina - entre o rio São Francisco e o rio Vaza-Barris, na Bahia - indicava a possibilidade de garantia da preservação dessa espécie. A Revista Brasileira de Zoologia publicou um artigo sobre a descoberta da Arara-Azul A.leari na época em que essa notícia foi divulgada. Os principais objetivos da publicação eram apresentar a metodologia de pesquisa, os dados que caracterizavam a situação da espécie, e contribuir para a concretização da possível preservação.
Aos 85 anos, durante uma viagem para Águas de São Pedro com a família, Olivério começou a se sentir mal. Foi hospitalizado em Piracicaba, cidade do interior paulista, e morreu em 13 de junho de 1981.[carece de fontes?]
Deixou um amplo e diversificado arquivo de correspondências com inúmeros representantes importantes e exóticos da ornitologia da época - certamente contribuirá para a suplementação de outros grandes trabalhos adicionais à história da ornitologia.
“Pelo exemplo deixado de homem correto, de cientista brilhante e sobretudo por ter construído o alicerce da nossa ornitologia, Olivério Pinto merece ser reconhecido como o ‘pai da ornitologia brasileira’” - ornitólogo Fernando Pacheco, coordenador da publicação clássica Ornitologia Brasileira - uma introdução.

## Museu de Zoologia da USP (MZU)
A zoologia começou a ser desenvolvida por viajantes da antiguidade. Através de escritos e ilustrações, faziam descobertas sobre espécies nativas. Os estudos desses viajantes norteiam até hoje pesquisas de cientistas. O estudo da zoologia foi introduzido no Brasil no século XIX, por pesquisadores naturalistas que realizavam expedições analisando diversos aspectos do território brasileiro, como os biomas.
O Museu de Zoologia da USP (MZUSP), por exemplo, foi a primeira instituição brasileira a ser reconhecida como depositária pelo Conselho de Gestão do Patrimônio Genético (Ministério do Meio Ambiente), e é hoje um dos maiores acervos zoológicos da América Latina.
Assim como Olivério, pesquisadores - não só do Brasil - procuram até hoje o Museu de Zoologia para depositar seus próprios trabalhos, acessarem os acervos e colaborarem com as pesquisas que estão em andamento na instituição.
O MZUSP também trabalha na formação de zoólogos. São utilizados os próprios acervos como base para a educação formal de graduandos e pós-graduandos de São Paulo e todo o país.

## Principais obras
A obra mais marcante de Olivério foi o Catálogo das Aves do Brasil, publicado entre 1938 e 1944, em dois volumes, com um total de 1266 páginas. Este foi o primeiro trabalho que organizou dados sobre nomes, classificação e distribuição de aves brasileiras. Em 1978, chegou a publicar uma versão atualizada da obra: o Novo Catálogo das Aves do Brasil.[carece de fontes?]
Publicou, no total, mais de 100 trabalhos científicos, dotados de ampla apuração e conceitos. Vários deles com mais de uma centena de páginas detalhadas. Olivério escrevia quase todos seus trabalhos à mão. Foram raras as vezes que utilizou a máquina de escrever. Tinha a Língua Portuguesa e o Latim na ponta da língua, dois aspectos que contribuíram para seus trabalhos ficarem mais eruditos.[carece de fontes?]
Em 1964, Olivério publicou outra obra de grande relevância: o 1º volume de Ornitologia Brasiliense, trabalho que demonstrava suas anotações e a preocupação em caracterizar gêneros, sub-famílias, famílias, sub-ordens e ordens, descrevendo a anatomia detalhadamente e somando à sua lista mais um trabalho na ornitologia brasileira com esse tipo de organização. Apesar de concluídos, outros volumes da Ornitologia Brasiliense não chegaram a ser publicados.[carece de fontes?]
Seu último livro, A Ornitologia através das idades (século XVI a século XIX),  foi publicado em 1979 e tratava da história da ciência do Brasil. Foi a partir desse ano que Olivério, devido à saúde debilitada, interrompeu sua vida de produção acadêmica.